# قانون المصريين 1530
قانون المصريين 1530 (22 Hen. 8. c. 10) قانون أقره البرلمان الإنجليزي عام 1531 لطرد "الأشخاص الغريبين الذين يطلقون على أنفسهم مصريين"، وهم من الغجر وليسوا بالمصريين. تم إلغاؤه بموجب قانون إلغاء القوانين القديمة لعام 1856.

## محتوى القانون
اتهم القانون الغجر باستخدام "أدوات ماكرة وخفية" لخداع الناس، ولا سيما من خلال الادعاء بالكهانة بينما يُزعم أيضاً في كثير من الأحيان ارتكاب جنايات مثل السرقة. منع القانون دخول المزيد من الغجر إلى المملكة وأعطى أولئك الموجودين بالفعل في إنجلترا إشعارًا لمدة ستة عشر يوماً فقط لمغادرة البلاد. وكان من المقرر إعادة البضائع التي سرقها الغجر إلى أصحابها. وكان من المقرر أن تتم مصادرة ممتلكات الغجر الذين انتهكوا القانون وتقسيمها بين الحاكم وقاضي الصلح أو ضابط اعتقال آخر.

## قانون المصريين 1554
لم يكن قانون 1530 ناجحاً في هدفه المتمثل في طرد جميع الغجر، لأن الملكة ماري الأولى مررت قانون المصريين 1554 ( 1 & 2 Philip & Mary ، c.4 ) ، الذي اشتكى من أن "المصريين" يمارسون "ممارساتهم الشيطانية والشريرة" الأجهزة". ومع ذلك ، فقد سمح القانون الجديد لبعض أفراد طائفة "الغجر" بالإفلات من الملاحقة القضائية طالما تخلوا عن أسلوب حياتهم البدوي، أو على حد تعبير القانون "حياتهم ورفقتهم الشقية والعاطلة وغير الصالحة".

## ملحوظات
1. ↑  Raithby، John، المحرر (1811). The statutes at large, of England and of Great Britain: from Magna Carta to the union of the kingdoms of Great Britain and Ireland. George Eyre and Andrew Strahan. ج. III. From Hen.VIII.A.D.1509-10.—To 7 Edw.VI.1553. ص. 89. مؤرشف من الأصل في 2023-04-21. In fact, "gypsies" are now known to be descendants of migrants from Northern India, from around 600AD, G Tremlett, 'Gypsies arrived in Europe 1,500 years ago, genetic study says' (7 December 2012) The Guardian
2. ↑  The Statutes of the United Kingdom of Great Britain and Ireland [1807-1868/69]. His Majesty's Statute and Law Printers. 1856. ص. 323.
3. ↑  Pickering، Danby، المحرر (1763). The Statutes at Large: From the Magna Charta, to the End of the Eleventh Parliament of Great Britain, Anno 1761 [continued to 1806]. J. Bentham. ج. 6. ص. 28. مؤرشف من الأصل في 2023-04-21. اطلع عليه بتاريخ 2019-11-09.
4. ↑  Mayall, David (1995). English Gypsies and State Policies. ISBN:9780900458644. مؤرشف من الأصل في 2022-06-11.

## وصلات خارجية
- صفحة الأرشيف الوطني مع نص القانون
- نص النظام الأساسي (نص قديم)